# Heinrich Best
Heinrich Best (* 10. Juni 1949 in Köln) ist ein deutscher Soziologe und Hochschullehrer.

## Leben
Best besuchte von 1959 bis 1967 das Neusprachliche Gymnasium Kreuzgasse in Köln. Anschließend studierte er von 1967 bis 1973 Soziologie, Geschichte, Politologie und Volkswirtschaftslehre an der Universität zu Köln. 1977 wurde er hier in Geschichte promoviert. Best habilitierte sich 1987 an der Universität zu Köln mit der Schrift Struktur und Handeln parlamentarischer Führungsgruppen in Deutschland und Frankreich 1848/49. Er war von 1987 bis 1992 Professor in Köln, von 1990 bis 1994 Wissenschaftlicher Direktor des Informationszentrums Sozialwissenschaften (IZ) in Bonn und lehrte seit 1992 Soziologie an der Friedrich-Schiller-Universität Jena. Seine Arbeitsgebiete sind die politische Soziologie, historische Soziologie, Sozialstrukturanalyse, Methodenforschung und Elitenforschung, hier speziell zu Eliten im Systemumbruch.
Seit 2012 leitet er den Thüringen-Monitor, eine seit 2000 jährlich stattfindende repräsentative Bevölkerungsbefragung zur politischen Kultur in Thüringen. Er ist Mitglied des Direktoriums im KomRex – Zentrum für Rechtsextremismusforschung, Demokratiebildung und gesellschaftliche Integration an der FSU Jena.

## Schriften (Auswahl)
- Interessenpolitik und nationale Integration 1848/49. Handelspolitische Konflikte im frühindustriellen Deutschland. (= Kritische Studien zur Geschichtswissenschaft, Bd. 37). Vandenhoeck & Ruprecht, Göttingen 1980, ISBN 978-3-525-35994-5.
- Die Abgeordneten der Assemblée Nationale Constituante 1848/49. Sozialprofil und legislatives Verhalten. Zentrum für Historische Sozialforschung, Köln 1983, ISBN 3-923876-01-7.
- mit Wilhelm Weege: Biographisches Handbuch der Abgeordneten der Frankfurter Nationalversammlung 1848/49. Droste, Düsseldorf 1996, ISBN 978-3-7700-5193-9.
- mit Everhard Holtmann: Aufbruch der entsicherten Gesellschaft. Deutschland nach der Wiedervereinigung. Campus Verlag, Frankfurt am Main 2012, ISBN 978-3593397740.